# Hvammverjar
Hvammverjar (del nórdico antiguo; Clan de los Protegidos, también Laxdælir)  fue un antiguo y poderoso clan familiar de la Era vikinga durante el periodo de la Mancomunidad Islandesa, y tuvieron cierto protagonismo en la colonización islandesa en los tiempos de Auðr djúpúðga Ketilsdóttir, la más grande ringkvinna (matriarca en la sociedad nórdica) de la historia de Islandia. Junto a los Sturlungar y Oddaverjar, los Hvammverjar era otro de los clanes que reivindacaban sus lazos con las dinastías de la realeza continental escandinava.
El nieto de Auðr, Olaf Feilan siguió como colono y más tarde el hijo de Olaf, Þórður gellir, se convirtió en uno de los más influyentes caudillos del oeste. Su centro de actividad era Hvammr en Laxardal, Vatnsdal, Dalasýsla. La propiedad de Hvammr siguió en posesión de la familia con el hijo de Þórður gellir, Þórarinn fylsenni y su hijo Skeggi de quien se dice que fundó la primera iglesia cristiana en Hvammr, pero a falta de registros históricos actualmente se considera algo incierto.

## Saga de Laxdœla
En la saga de Laxdœla se hace patente que la realeza noruega recibía a los islandeses de Laxdælir como sus iguales y no se evidencia que debiesen prestar servicio al rey, a la vista que aparentaban ser más nobles, de mejor presencia y mejor posición que ninguna familia. Otros personajes de las sagas nórdicas se vieron más presionados para merecer la confianza real. El centro político sel clan se encontraba en Höskuldsstadir, la hacienda de Hoskuld Dala-Kollsson, otro de los más grandes caudillos del clan en el siglo X. Hoskuld sería el padre de otro importante caudillo del momento, Ólafur pái Höskuldsson.

## Sturlungaöld
En los siglos XII y XIII se les conocieron también como Húnröðlingar de Laxardal, haciendo referencia a la figura del caudillo de aquel momento, Jón Húnröðarson.